# Marwa Al-Sabouni
Marwa Al-Sabouni, née le 18 septembre 1981 à Homs, est une architecte et écrivaine syrienne, convaincue que l'architecture joue un rôle dans le maintien de la paix d'une ville. Son premier ouvrage, The Battle for Home, est choisi par The Guardian comme l'un des cinq meilleurs livres d'architecture de 2016. En 2019, elle est sélectionnée par la BBC parmi les 100 femmes inspirantes et influentes du monde entier.

## Biographie

### Enfance et formation
Marwa Al-Sabouni nait le 18 septembre 1981 à Homs. Elle grandit dans cette ville. Son père est médecin. Ses parents divorcent alors que ses frères, ses sœurs et elle sont encore jeunes. Son père fonde une nouvelle famille et est peu présent.
Après l'obtention de son baccalauréat en 2002, elle souhaite d'abord suivre des études de médecine mais ses notes ne sont pas suffisantes,. Elle s'oriente alors vers l'architecture. Durant ses études, on lui apprend à copier le style occidental, l'architecture ottomane étant considérée comme désuète. Elle obtient un master en design architectural.
En 2014 , elle obtient un doctorat en architecture islamique durant lequel elle effectue des recherches sur les stéréotypes au sein de l'architecture islamique,. Elle est l'auteure de plusieurs articles publiés dans des revues et magazines web tels que RIBA journal, Architectural Review, CityCity Magazine ou encore Architects + Artisans,.

### Carrière
Les postes en architecture sont rares et fonctionnent en grande partie par cooptation. Après l'obtention de son diplôme, elle rejoint le bureau d'architecture du siège administratif de l'université de Homs. Elle doit notamment concevoir des meubles pour certains de ses dortoirs. Ses idées étant rejetées, Marwa Al-Sabouni quitte son emploi pour ouvrir un cabinet avec son mari, Ghassan Jansiz, qui est également architecte. Ils fondent un portail d'architecture en ligne, pour lequel ils reçoivent un prix du Koweït,. Le couple a du mal à obtenir des commandes et doit cesser son activité lorsque la guerre civile éclate en 2011. Ils décident de rester vivre à Homs mais sont dans l'obligation de déserter la vieille ville.
En 2012, Marwa Al-Sabouni est autorisée à retourner dans la vieille ville de Homs dévastée, où son mari et elle dirigeaient leur bureau d'architecture. En observant les rapatriés chercher d'insignifiants objets et souvenirs dans les décombres, elle est frappée par l'humiliation que doivent subir les syriens. De là nait son besoin de savoir ce qui a pu pousser des communautés à s'entre-tuer.
En 2013, elle commence une correspondance avec le philosophe Roger Scruton que Marwa Al-Sabouni contacte pour l'interroger sur son livre The Aesthetics of Architecture paru en 1981. Le philosophe préfacera quelques années plus tard le premier livre de Marwa Al-Sabouni en la qualifiant de  « penseuse profonde ».
Elle décide en effet de témoigner de la guerre civile dans un récit publié en 2016. Elle y analyse le conflit au travers de l'organisation spatiale et architecturale. The Battle for Home est choisi par The Guardian comme l'un des cinq meilleurs livres d'architecture de 2016. De son côté, le magazine britannique Prospect classe Marwa Al-Sabouni parmi les 50 plus grands penseurs du monde. Au même moment, elle ouvre avec son mari une librairie à Homs. Ils continuent parallèlement à diriger l'Arabic Gate for Architectural news, le seul média en ligne consacré à l'actualité architecturale en arabe. Toujours en 2016, Marwa Al-Sabouni prononce une conférence TED : Comment l'architecture de la Syrie a jeté les bases d'une guerre brutale ?. Elle est visionnée près d'un million de fois,.
Elle parcourt ensuite le monde pour parler de la nécessité de créer des villes qui favorisent un sentiment de paix et d'appartenance. Elle fournit également des conseils d'experts au Forum économique mondial, pour NPR et la BBC, et écrit pour le Wall Street Journal,,,.
En 2018, elle est lauréate du Prince Claus Fund et est citée comme l'une des principales candidates au prix d'architecture Pritzker 2018,. Elle est également citée comme l'une des dix meilleurs experts de la reconstruction de la Syrie.
En 2019, elle fait partie de liste des 100 femmes inspirantes et influentes du monde entier réalisée par la BBC.
En 2021, elle publie son second ouvrage, Building for Hope : Towards an Architecture of Belonging, dans lequel elle évoque la reconstruction de villes détruites par la guerre.
En 2023, le World Monuments Fund lui décerne le prix Watch. Elle est également membre du Ralston College aux États-Unis.

### Vie privée
Marwa Al-Sabouni est mariée à Ghassan Jansiz, architecte et originaire du quartier de Baba Amr, qu'elle a épousé contre l'avis de leurs parents respectifs. Ensemble, ils ont deux enfants.

## Prises de position
Marwa Al-Sabouni emploie le terme de « carnage animal » pour évoquer la guerre civile, qu'elle explique en partie par la vétusté des logements de la moitié de la population syrienne juste avant le début du conflit, par l'installation d'usines polluantes en plein cœur de la ville dans les années 1960, ainsi que par l'absence de parcs fonctionnels, de centres culturels publics ou d'espaces partagés où des personnes de classes et de religions différentes auraient pu se mélanger sur un territoire neutre,. « L'architecture offre un miroir à une communauté et dans ce miroir, nous pouvons voir ce qui ne va pas et également trouver des indices sur la façon de le corriger » explique Marwa Al-Sabouni.
Dans son premier livre, paru en 2016, elle révèle un plan qu'elle a élaboré pour reconstruire le quartier pauvre de Baba Amr, pour lequel elle remporte un concours d'ONU-Habitat et obtient beaucoup de retours positifs,. Elle privilégie l'aspect communautaire, à l'opposé des tours autoportantes plébiscitées par les autorités, qui refuseront finalement la proposition de Marwa Al-Sabouni.

## Prix et distinctions
- Prix royal koweïtien du meilleur projet médiatique (2010)[4].
- Prix lors du concours ONU-Habitat (2013)[2] .
- Sélectionnée par la The Guardian parmi les cinq meilleurs livres d'architecture (2016)[8].
- Sélectionnée par Prospect parmi les 50 plus grands penseurs du monde (2016)[9].
- Finaliste du prix d'architecture Pritzker (2018)[12].
- Lauréate du Prince Claus Fund (2018)[17].
- Sélectionnée par la BBC parmi les 100 femmes inspirantes et influentes du monde entier (2019)[18].
- Lauréate du prix Watch décerné par le World Monuments Fund (2023)[9].

## Œuvres
- The Battle for Home : The Memoir of a Syrian Architect, éditions Thames & Hudson, 2016[2].
  - Traduction française : Marwa Al-Sabouni (trad. de l'anglais par Julien Breta), Dans les ruines de Homs : journal d'une architecte syrienne [« The battle for home : an architect in Syria »], Marseille, Parenthèses, 2018, 184 p. (ISBN 978-2-863-64327-3)
- Building for Hope : Towards an Architecture of Belonging, éditions Thames & Hudson, 2021[19].